# دولوحی
دولوحی یا دوتایی (از ریشه یونانی δίπτυχον به معنای تخته ای)، هر شی با دو صفحهٔ صاف است که تشکیل یک جفت برابر را می‌دهد. دو صفحهٔ دولوحی اغلب در لولا به یکدیگر متصل می‌شوند. امروزه این اصطلاح برای دو اثر هنری به کار می‌رود که یا به دنبال یکدیگر یا با هم یک کل منسجم را تشکیل می‌دهند.
در روم باستان، نسخه‌های معمولی دارای قاب‌های چوبی بودند، اما دیوارهای مجلل‌تر با مواد گران‌تری ساخته می‌شدند.

## هنر

دختر بانسکی با بادبادک 2005 میلادی

به عنوان یک اصطلاح هنری، دیپتیچ یک اثر هنری متشکل از دو قطعه یا پانل است که با هم یک اثر هنری منحصر به فرد را ایجاد می‌کنند که می‌توانند به یکدیگر متصل شوند یا در مجاورت یکدیگر ارائه شوند. در قرون وسطی، پانل‌ها اغلب لولایی می‌شدند تا بتوان آنها را بسته و از آثار هنری محافظت کرد.
از قرون وسطی بسیاری از تابلوهای نقاشی به شکل دوقطبی به عنوان آثار کوچک قابل حمل برای استفاده شخصی به خود گرفتند. ارتدوکس‌های شرقی را می‌توان " آیکون‌های مسافرتی " نامید. اگرچه شکل تریپتیچ رایج‌تر بود، اما دیپتیک‌هایی از عاج نیز وجود داشت که مناظر مذهبی در نقش برجسته حکاکی شده بود، شکلی که برای اولین بار در هنر بیزانس یافت شد. قبل از اینکه در دوره گوتیک در غرب بسیار محبوب شوند، جایی که آنها عمدتاً در پاریس تولید می‌شدند. اینها برای زندگی تلفن همراه نخبگان قرون وسطی مناسب بود. عاج‌ها معمولاً صحنه‌هایی در چندین رجیستر (لایه‌های عمودی) مملو از اشکال کوچک داشتند. این نقاشی‌ها عموماً دارای سوژه‌های منفرد روی یک تابلو بودند، این دو با هم مطابقت داشتند، اگرچه در قرن پانزدهم یک تابلو (معمولاً سمت چپ) ممکن بود حاوی سر پرتره‌ای از صاحب یا سفارش‌دهنده باشد که باکره یا موضوع مذهبی دیگری در طرف دیگر باشد. قسمت‌های بیرونی که اغلب از مسافرت‌ها فرسوده می‌شدند، ممکن است طرح‌های تزئینی ساده‌تری از جمله نشان مالک داشته باشند.
محراب‌های بزرگ معمولاً به شکل سه‌گانه ساخته می‌شدند، با دو صفحه بیرونی که می‌توانستند در سراسر نمای مرکزی اصلی بسته شوند. آنها یکی از انواع نقاشی‌های چند صفحه ای هستند که به عنوان چند لایه شناخته می شوند.

## نگارخانه

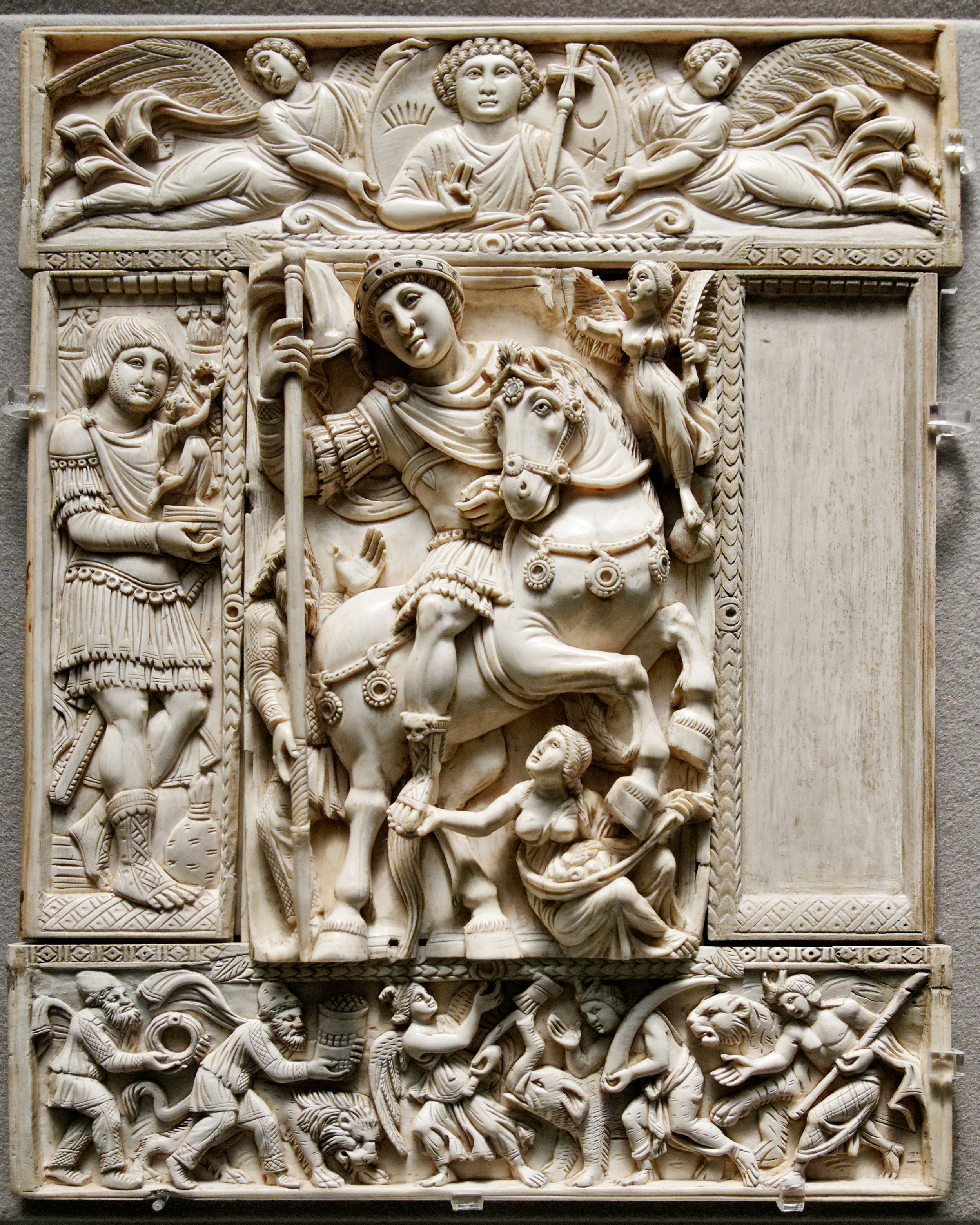
یک صفحهٔ سالم از یک دولوحی سلطنتی، متعلق به امپراتوری بیزانس. موزه لوور
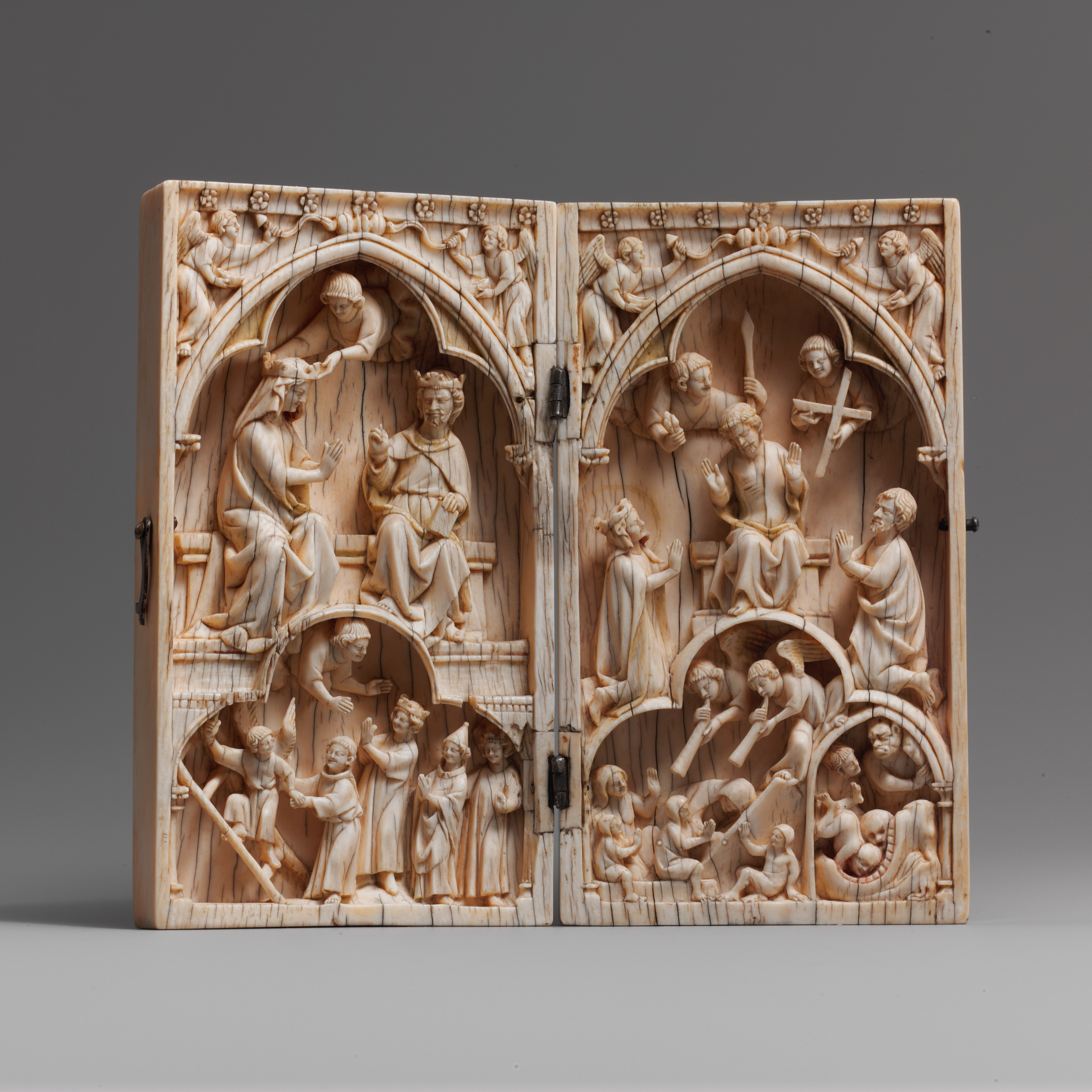
یک دولوحی با مضمون مذهبی از تاج‌گذاری باکره و آخرین حکم. موزه هنر متروپلیتن
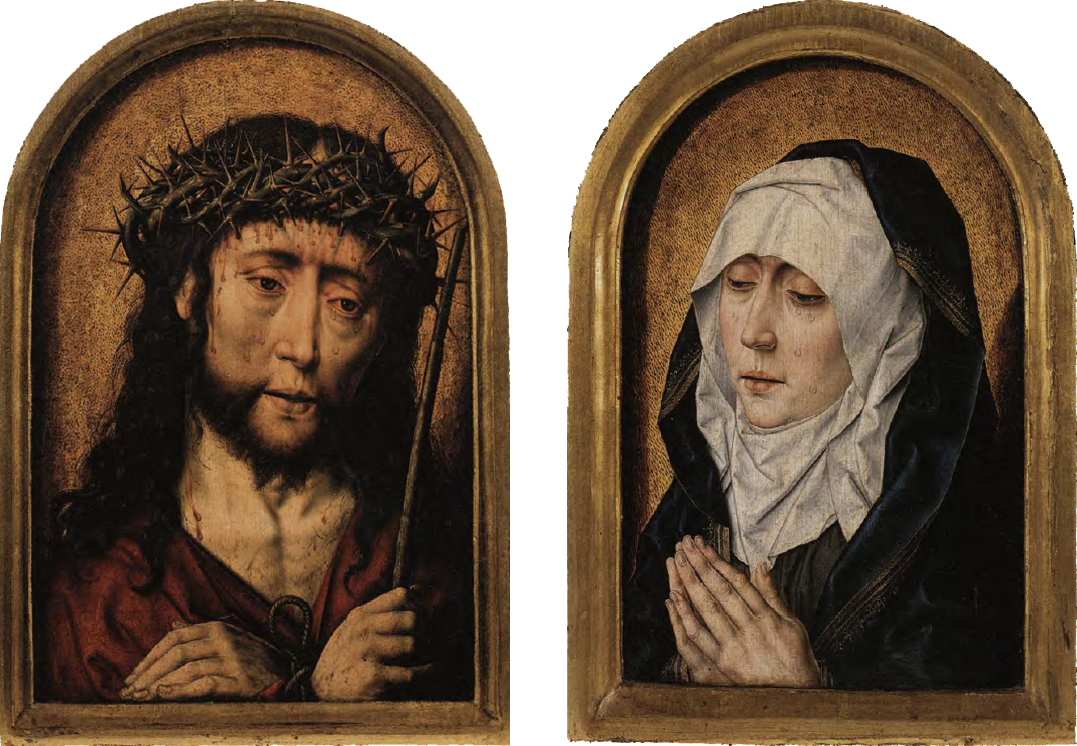
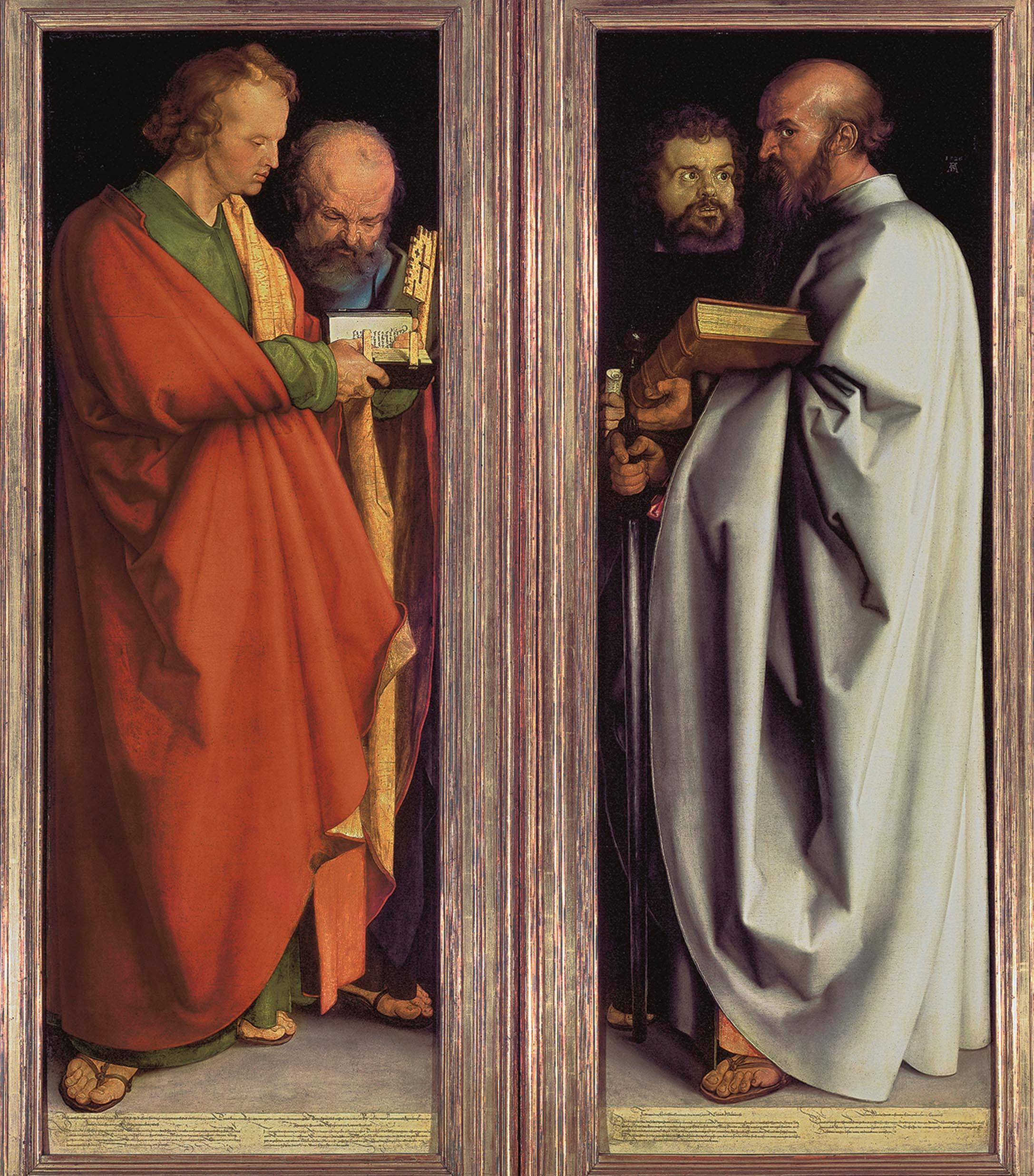
چهار حواری
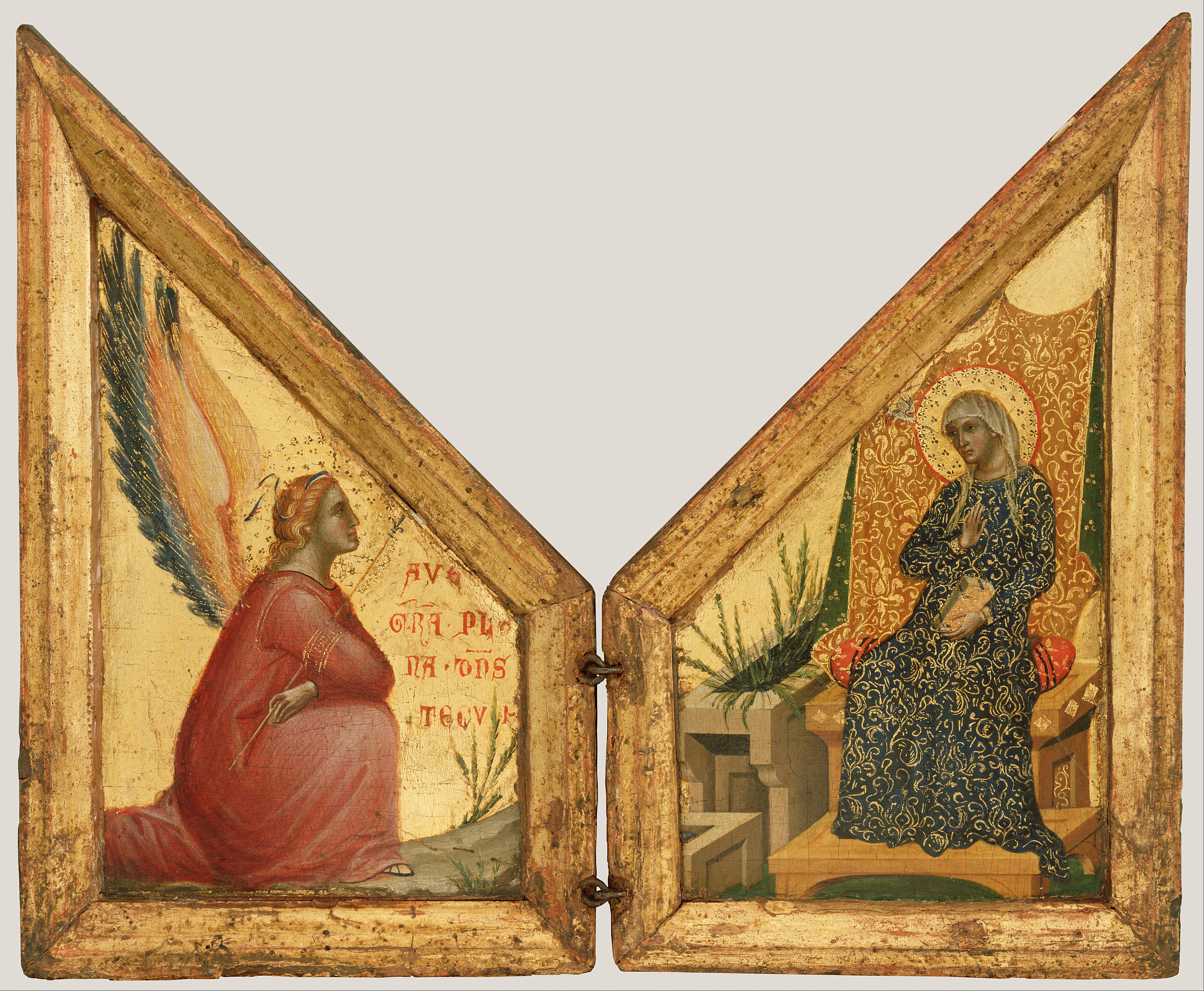
(یوحنا، پطرس، مرقس و پولس)
۱۵۲۶ م.
اثر آلبرشت دورر
آلته پیناکوتک